# Гуттен-Чапский, Антоний Михаил
 Антоний Михаил Гуттен-Чапский (3 апреля 1725 — 20 июля 1792) — польский военный и политический деятель, генерал-лейтенант войск коронных, подкоморий хелминский (1762—1792), мечник прусский (1760—1762), хорунжий мальборкский (1759—1760), комиссар из рыцарства в Комиссии Военной Коронной с 1765 по 1770 год.

## Биография
Представитель польского шляхетского рода Гуттен-Чапских герба «Лелива». Второй сын каштеляна гданьского Игнацы Гуттен-Чапского (1699—1745), и Теофилы Конопацкой (ок. 1680—1733), дочери каштеляна хелминского Станислава Александра Конопацкого. Братья — Юзеф Чапский (1722—1765), каштелян эльблонгский, и Франтишек Станислав Чапский (1725—1802), последний воевода хелминский.
В 1749 году женился на Кандиде Розалии Липской, дочери Юзефа Липского (ок. 1688—1752), каштеляна белзского и ленчицкого. Отец двух генералов: Юзефа и Николая.
С 1752 года майор коронного войска, занимал должность хорунжего мальборкского с 1759 года. С 1762 года — генерал-полковник коронной армии с 1782 года. На коронационном сейме 1764 года назначен из рыцарского статуса в Коронную Асессорию. В дополнении к депеше от 2 октября 1767 года к президенту Коллегии Иностранных Дел Российской Империи Никите Панину, российский посланник Николай Репнин определил его в качестве депутата соответствующего для реализации российских планов на сейме 1767 года, за который отвечает король. Депутат хелминьского поветана сейм 1767 года. В 1767 году в качестве хелминского депутата на Репнинский сейм он вошёл в состав делегации, избранной по настоянию российского депутата Николая Репнина, назначенной для определения государственного устройства Речи Посполитой. Член военной комиссии короны в 1775 году.
Занимал должности: асессора придворных судов, генерал-адъютанта, генерал-лейтенанта и генерал-майора и мечника.
Награждён Орденом Святого Станислава (1766).